# 1 FM
1FM är en lokal norsk radiostation i Molde som ägs av tidningen Romsdals Budstikke.  Kanalen sänder mestadels musik dygnet runt, men även nyheter och direktsändningar från det lokala fotbollslaget Molde FK:s matcher. Ole Bjørner Loe Welde är ansvarig utgivare för kanalen.

## Frekvenser
Källa: ”LYTTESENTER” (på norska). 1fmmolde.com. https://www.1fmmolde.com/lyttesenter.html. Läst 15 juli 2024.
- 104,8 MHz - Molde
- 106,5 MHz - Från toppen av Tusten
- 103,7 MHz - Från toppen av Skalten i Fræna